# Лопсан, Артыш Александрович
Артыш Александрович Лопсан (род. 3 ноября 1994, Шагонар, Тыва, Россия) — российский боксёр-профессионал, мастер спорта России, выступающий в суперсредней весовой категории. В 2021 году владел поясом  WBO Oriental (континетальный титул стран Тихоокеанского региона и Австралии).

## Профессиональная карьера
Профессиональную боксёрскую карьеру Артыш Лопсан начал 13 октября 2019 года, одержав победу единогласным решением судей над опытнейшим Кареном Аветисяном, ранее владевшим поясами чемпиона России и WBC Asia. Бой продлился все четыре раунда, при этом, в заключительном раунде Аветисян побывал в нокдауне.
После ничьей с Александром Шитым и победы над дебютантом Семеном Войтовым, Лопсан вышел на бой с проспектом Павлом Силягиным за титул WBA Asia. Бой был закончен в седьмом раунде - после пропущенного удара в живот, Лопсан не смог продолжить поединок.
Закрыв поражение от Силягина двумя победами над соотечественниками, Артыш Лопсан в качестве андердога отправился в Индию на бой с местным непобежденным опытным боксером Виджендером Сингхом, призером Игр Содружества и Олимпийских игр-2008 в любителях и обладателя поясами WBO Oriental и WBO Asia Pasific в профессионалах. Фаворит с первого раунда начал контролировать бой и во втором раунде смог отправить Артыша на настил. Лопсан сумел быстро восстановиться и перехватить инициативу. Умело используя свой рост, российский боксер за счет большого количества хуков и прямых ударов измотал Сингха, и в пятом раунде оформил сенсационный технический нокаут.
В следующем бою Лопсана против Олега Мисюры в Екатеринбурге на кону стоял титул WBO Oriental. Проединок проходил в высоком темпе, бойцы наносили огромное количество ударов навстречу друг другу. И уже в седьмом раунде, после очередной серии пропущенных ударов, Мисюра не смог продолжить бой. Таким образом, пояс чемпиона достался Лопсану, который успешно защитил его  через три месяца в поединке с украинским боксером Рамилем Гаджиевым.
Следующие три боя Артыш Лопшан завершал досрочно, нокаутируя по очередности профессиональных боксеров из России, Намибии и Узбекистана, а в 2023 году вышел на ринг против перспективного Никиты Зоня, не имеющего поражений в карьере. Бой проходил на встречных курсах в типичной для Лопсана открытой манере, с небольшим преимуществом Зоня, который неоднократно получал замечания от рефери. В пятом раунде после серии попаданий в живот, Лопсан склонился от пропущенного удара, Зонь, выдержав небольшую паузу, нанес несколько ударов открытой перчаткой по затылку Лопсана. Был отсчитан нокдаун, после которого Артыш не смог полностью восстановиться и уступил техническим нокаутом в пятом раунде. Согласно публикации промоутерской компании RATEL PRO BOXING, результат данного боя был аннулирован, однако на сайте Федерации Бокса России бой признан состоявшимся .

## Статистика боёв

### Профессиональные
В таблице перечислены результаты всех поединков боксёров.
В каждой строке указан результат поединка. Дополнительно номер поединка обозначен цветом, который обозначает итог поединка. Расшифровка обозначений и цветов представлена в нижеследующей таблице.
| Пример | Расшифровка                     |
| ------ | ------------------------------- |
|        | Победа                          |
|        | Ничья                           |
|        | Поражение                       |
|        | Планируемый поединок            |
|        | Поединок признан несостоявшимся |
| КО     | Нокаут                          |
| ТКО    | Технический нокаут              |
| PTS    | Решение судей (по очкам)        |
| UD     | Единогласное решение судей      |
| MD     | Решение большинства судей       |
| SD     | Раздельное решение судей        |
| RTD    | Отказ от продолжения боя        |
| DQ     | Дисквалификация                 |
| NC     | Поединок признан несостоявшимся |

| 16 поединков, 13 побед (8 нокаутом), 1 ничья, 2 поражения. | 16 поединков, 13 побед (8 нокаутом), 1 ничья, 2 поражения. | 16 поединков, 13 побед (8 нокаутом), 1 ничья, 2 поражения. | 16 поединков, 13 побед (8 нокаутом), 1 ничья, 2 поражения. | 16 поединков, 13 побед (8 нокаутом), 1 ничья, 2 поражения. | 16 поединков, 13 побед (8 нокаутом), 1 ничья, 2 поражения. | 16 поединков, 13 побед (8 нокаутом), 1 ничья, 2 поражения.                                            |
| Бой                                                        | Рекорд                                                     | Дата боя                                                   | Соперник                                                   | Место проведения боя                                       | Раундов, время                                             | Дополнительно                                                                                         |
| ---------------------------------------------------------- | ---------------------------------------------------------- | ---------------------------------------------------------- | ---------------------------------------------------------- | ---------------------------------------------------------- | ---------------------------------------------------------- | --- |
| 16                                                         | 13-2-1                                                     | 24 июля 2024                                               | Мбия Канку (11-6-1)                                        | Санкт-Петербург, Россия                                    | UD 10 (10)                                                 | Счет: 100-90 (трижды).                                                                                |
| 15                                                         | 12-2-1                                                     | 29 апреля 2024                                             | Саджад Мехраби (4-2-1)                                     | Казань, Россия                                             | UD 10 (10)                                                 | Счет: 99-91 (трижды).                                                                                 |
| 14                                                         | 11-2-1                                                     | 23 сентября 2023                                           | Максим Смирнов (9-16-5)                                    | Альметьевск, Россия                                        | TKO 10 (10)                                                | Счёт на момент остановки: 88-81, 90-79, 89-80. Смирнов в нокдауне в 6-м, 9-м и 10-м раундах.          |
| 13                                                         | 10-2-1                                                     | 27 мая 2023                                                | Никита Зонь (6-0-1)                                        | Екатеринбург, Россия                                       | TKO 5 (10)                                                 | Счёт на момент остановки: 36-40, 37-39 (дважды). Лопсан в нокдауне в 5-м раунде.                      |
| 12                                                         | 10-1-1                                                     | 11 марта 2023                                              | Уктамжон Рахмонов (10-1-1)                                 | Москва, Россия                                             | TKO 8 (12)                                                 | Счёт на момент остановки: 70-62, 69-63 (дважды). Рахмонов в нокдауне в 6-м и 8-м раундах.             |
| 11                                                         | 9-1-1                                                      | 27 декабря 2022                                            | Энтони Ярманн (17-5-1)                                     | Прокопьевск, Россия                                        | KO 3 (8)                                                   | Счёт на момент остановки: 19-19, 20-18 (дважды). Ярманн в нокдауне в 3-м раунде.                      |
| 10                                                         | 8-1-1                                                      | 15 июня 2022                                               | Василий Штык (5-3)                                         | Москва, Россия                                             | TKO 9 (10)                                                 | Счёт на момент остановки: 78-73, 77-75, 76-75. Штык в нокдауне в 5-м раунде                           |
| 9                                                          | 7-1-1                                                      | 11 декабря 2021                                            | Рамиль Гаджиев (13-1-1)                                    | Екатеринбург, Россия                                       | UD 10 (10)                                                 | Счет: 99-90, 96-93 (дважды). Бой за титул WBO Oriental (1-я защита Лопсана)                           |
| 8                                                          | 6-1-1                                                      | 11 сентября 2021                                           | Олег Мисюра (7-0)                                          | Екатеринбург, Россия                                       | TKO 7 (10)                                                 | Счет на момент остановки: 58-56, 56-58, 57-57. Бой за вакантный титул WBO Oriental.                   |
| 7                                                          | 5-1-1                                                      | 19 марта 2021                                              | Виджендер Сингх (12-0)                                     | Панджим, Индия                                             | TKO 5 (8)                                                  | Счёт на момент остановки: 46-44 (трижды).                                                             |
| 6                                                          | 4-1-1                                                      | 22 декабря 2020                                            | Юсуп Магомедбеков (1-0)                                    | Казань, Россия                                             | TKO 6 (6)                                                  | Счёт: 45-50, 46-49 (дважды.)                                                                          |
| 5                                                          | 3-1-1                                                      | 30 октября 2020                                            | Артём Иванов (3-1-1)                                       | Москва, Россия                                             | UD 8 (8)                                                   | Счёт: 79-73, 79-74 (дважды).                                                                          |
| 4                                                          | 2-1-1                                                      | 3 июля 2020                                                | Павел Силягин (2-0)                                        | Москва, Россия                                             | TKO 7 (10)                                                 | Бой за титул WBA Asia. Счёт на момент остановки: 52-60(трижды). Лопсан в нокдауне в 1-м и 4-м раунде. |
| 3                                                          | 2-0-1                                                      | 15 декабря 2019                                            | Семён Войтов (дебют)                                       | Новосибирск, Россия                                        | KO 1 (4)                                                   | |
| 2                                                          | 1-0-1                                                      | 14 ноября 2019                                             | Александр Шитый (1-0)                                      | Санкт-Петербург, Россия                                    | MD 4 (4)                                                   | Счет: 39-37, 38-38 (дважды).                                                                          |
| 1                                                          | 1-0-0                                                      | 13 октября 2019                                            | Карен Аветисян (9-28-4)                                    | Новосибирск, Россия                                        | UD 4 (4)                                                   | Счёт: 38-37, 40-37, 39-36.                                                                            |